# La Nuit bengali (roman)
Pour l’article homonyme, voir La Nuit bengali.
La Nuit bengali (titre original : Maitreyi) est un roman d'amour écrit par Mircea Eliade. Il a été publié pour la première fois en 1933 et a connu une popularité mondiale, étant traduit en plusieurs langues : français, anglais, italien, allemand, espagnol, catalan, espéranto, etc.
La Nuit bengali est un élément central dans l'histoire de la littérature roumaine, ainsi que pour l'histoire de la littérature universelle, car « peu d'œuvres dans l'histoire de la littérature universelle traitent les mêmes faits du point de vue des deux écrivains qui étaient, en même temps, leurs protagonistes ».
Selon les exégètes, ce livre est considéré comme un « roman d’authenticité », à 3 niveaux d’écriture différents :
- le journal du narrateur, qui raconte les événements liés à sa vie en Inde, par Dasgupta et Maitreyi ;
- notes ultérieures prises par le narrateur, réfutant ou confirmant les premières impressions ;
- la confession faite par le narrateur une fois l'action terminée.

## Résumé
Fondé sur l'expérience personnelle de l'auteur, ce roman met en scène Maitreyi Devi, fille d'un grand philosophe indien, Surendranath Dasgupta (Narendra Sen dans le roman), et qui éprouve un amour presque mystique, avec l'auteur du livre.
L'histoire se déroule à Calcutta dans les années 1930. Allan (l'alter ego de l'auteur) est hébergé chez l'érudit Narendra Sen en tant qu'« apprenti ». Bien qu'il soit d'abord peu attiré par Maitreyi, il finit par tomber éperdument amoureux d'elle. La jeune fille partage, à son tour, des sentiments similaires mais n'avoue pas son amour, et reflète ce mutisme dans ses actions.
Le roman introduit le lecteur dans le monde Indien, dans ses coutumes et ses traditions orientales tout en mêlant amour et mysticisme.

## Réponse de Maitreyi Devi
C'est lors d'une rencontre avec le philologue et orientaliste roumain Sergiu Al-George en 1972, que Maitreyi Devi, alors devenue une poétesse indienne reconnue, découvre l'existence du roman. À sa lecture, elle estime que l'ouvrage a porté atteinte à sa réputation et l'a exposée au monde entier.
Après avoir nié les différentes rencontres avec Eliade ainsi que la nuit qu'il décrit dans son roman, Maitreyi Devi publie un  roman-réponse en 1974, Na Hanyate (traduit en anglais sous le titre It Does Not Die: A Romance, dans lequel elle décrit son expérience et sa propre version des faits. Ce roman souligne notamment l'impossibilité de leur amour.